# 우리들의 교과서
《우리들의 교과서》(わたしたちの教科書  와타시타치노쿄카쇼[*])는 2007년 4월 12일부터 6월 28일까지 후지 TV 목요극장 시간대에 방송된 간노 미호 주연의 텔레비전 드라마이다. 총12화이며, 각본을 맡은 사카모토 유지는 이 작품으로 제26회 무코다 구니코상을 수상하여, 후지 TV를 비롯한, 간사이 TV(이하 KTV - 긴키 광역권), 도카이 TV(이하 THK - 주쿄 광역권), TV 니시닛폰(이하 TNC) 등 26개 FNN 지역 민방 네트워크를 통해서 전국적으로 일제히 송출되었다.

## 줄거리
기리오카 중학교의 학생 아이자와 아스카가 학교 건물 4층에서 떨어져 사망한다. 등교거부 기색을 보이던 아스카를 이전부터 걱정하던 임시교사 가지 고헤이는 변호사이자 아스카의 새엄마였던 쓰미키 다마코와 함께 아스카가 집요한 이지메를 당하고 있던 사실을 알게되고, 이지메로 인한 자살이 아닌가 의심을 품은 두 사람은 아스카의 한을 풀기 위해 사건의 진상을 파헤친다.

## 등장인물
- 쓰미키 다마코 - 간노 미호
- 세리 나오유키 - 다니하라 쇼스케
- 가지 고헤이 - 이토 아쓰시
- 오시로 사키 - 마키 요코
- 요시코시 노조미 - 사카이 와카나
- 도이타 아쓰히코 - 오오쿠라 코지
- 야와타 다이스케 - 미즈시마 히로
- 구마자와 모이치 - 사토 지로
- 아메키 마스미 - 후부키 준
- 미사와 아키코 - 이치카와 미와코
- 아이자와 아스카 - 시다 미라이
- 니시나 도모미 - 다니무라 미쓰키
- 야마다 가즈코 - 스즈키 가즈미
- 가네요시 리쿠 - 도미우라 사토시
- 히노 게이스케 - 고이치 만타로
- 아메키 오토야 - 이가라시 슌지(D-BOYS)
- 판사 - 아지마 겐이치

## 제작진
- 각본 - 사카모토 유지
- 음악 - 이와시로 다로
- 연주 - 도쿄 도 교향악단

## 방송일 및 부제
| 각화                                                     | 방송일          | 부제 (서브 타이틀)                     | 시청률 |
| -------------------------------------------------------- | --------------- | -------------------------------------- | ------ |
| 제1화                                                    | 2007년 4월 12일 | 이지메와 재판과                        | 14.2%  |
| 제2화                                                    | 2007년 4월 19일 | 학교붕괴                               | 11.3%  |
| 제3화                                                    | 2007년 4월 26일 | 여교사의 숨겨진 얼굴                   | 10.7%  |
| 제4화                                                    | 2007년 5월 3일  | 교정의 기묘한 사건                     | 10.4%  |
| 제5화                                                    | 2007년 5월 10일 | 교무실의 이지메!!                      | 09.0%  |
| 제6화                                                    | 2007년 5월 17일 | 사랑하는 마음                          | 10.1%  |
| 제7화                                                    | 2007년 5월 24일 | 제1부 완결!! 제소                      | 10.2%  |
| 제8화                                                    | 2007년 5월 31일 | 제2부!! 법정대결                       | 11.0%  |
| 제9화                                                    | 2007년 6월 7일  | 대역전의 중요증인                      | 11.9%  |
| 제10화                                                   | 2007년 6월 14일 | 법정에 선 소년                         | 12.1%  |
| 제11화                                                   | 2007년 6월 21일 | 격진!! 최후의 증인                     | 10.7%  |
| 제12화                                                   | 2007년 6월 28일 | 감동의 라스트!! 희망의 내일로 (최종회) | 12.4%  |
| 평균시청률 11.2% (시청률은 간토 지구·비디오 리서치 조사) |                 |                                        |        |

## 음악

### 주제가
- 〈Water Me〉 보니 핑크 (워너뮤직 재팬)

## 같이 보기
- 일본의 드라마
- 후지 TV 목요극장

| 후지 TV 목요극장 | 후지 TV 목요극장 | 후지 TV 목요극장 |
| 이전 작품        | 작품명           | 다음 작품        |
| ---------------- | ---------------- | ---------------- |
| 친애하는 아버님  | 우리들의 교과서  | 빵빵녀와 절벽녀  |